# Lynn Haven
Lynn Haven – miasto w Stanach Zjednoczonych, w stanie Floryda, w hrabstwie Bay.